# 2526 Alisary
2526 Alisary је астероид главног астероидног појаса чија средња удаљеност од Сунца износи 3,151 астрономских јединица (АЈ).
Апсолутна магнитуда астероида је 11,9.